# Beatrix Pospíšilová Čelková
Beatrix Pospíšilová Čelková, rodným jménem Božena Pospíšilová, přezdívaná Trixi (16. července 1925 Bratislava – 2. června 1997 Trenčín) byla slovenská účastnice protinacistického odboje, nejmladší průmyslová špionka za druhé světové války s důležitou rolí při přípravě spojeneckého bombardování rafinérie Apollo v Bratislavě.

## Odbojová činnost

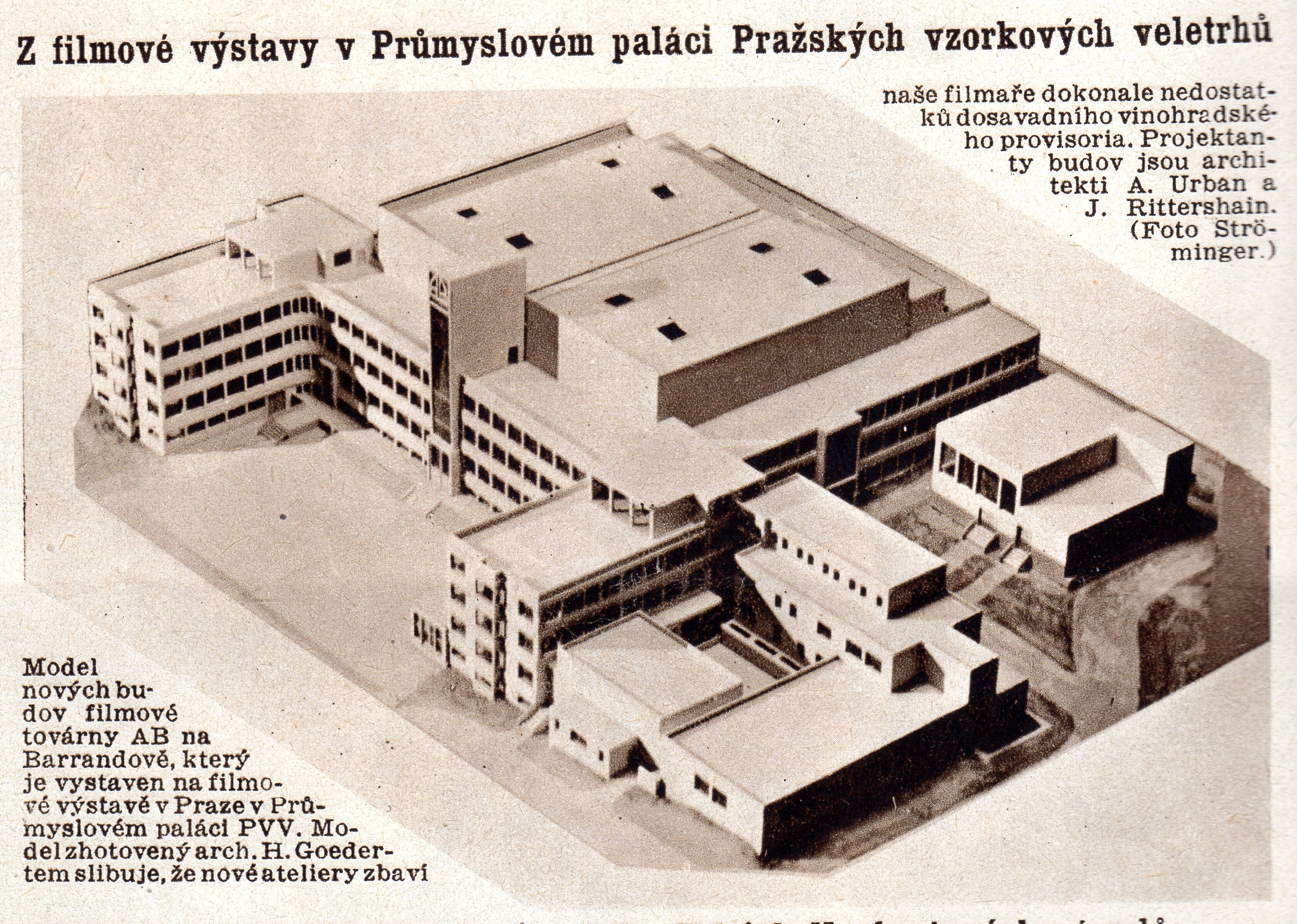
Model Studio Barrandov

### Barrandov
Božena známá jako Trixi se od 16 let angažovala v protinacistickém odboji. Přivedla ji k tomu její teta Františka Hrubišková přezdívaná Bílá paní, která ilegálně jezdila ze Slovenska do Prahy a sloužila jako spojka mezi slovenským odbojem a českou Obranou národa vedenou Aloisem Eliášem. Trixi v té době studovala na pražském gymnáziu, odkud odešla pracovat do společnosti Lucernafilm. Na Barrandově začala kariéru nejmladší špionky. Znala herce, ale zaměřila se hlavně na vysoké německé důstojníky, od nichž získávala informace. Ve společnosti budila pozornost, ovládala cizí jazyky, nechyběl jí smysl pro humor a měla dokonalé společenské vystupování.  

### Justícia
Během heydrichiády ji vyšetřovalo gestapo, neobjevilo důkazy. Na falešný pas uprchla zpět na Slovensko. Ukrývala se v sanatoriu MUDr. Guhra v Tatranské Poliance. Tam se seznámila se svým budoucím manželem. V Bratislavě se zapojila do činnosti ilegální skupiny Justícia. Nastoupila do německé továrny Apollo, v té době největší evropské rafinérie. Pracovala v oddělení finanční kontroly, mohla předávat důležité poznatky o množství zpracované ropy, z níž se vyrábělo palivo pro německou armádu na východní frontě. Pořídila fotografie továrny a tajně vynesla film se snímky v podvazkovém pásu. Odbojová skupina Justícia spolupracovala s Londýnem. Informace spojencům posloužily při plánování náletu na Apollo. Přestože Trixi o útoku věděla, 16. června 1944 byla v rafinérii jako kterýkoliv jiný den. Americké letectvo zničilo během čtyř náletů většinu závodu. O život přišlo 176 lidí, nejen zaměstnanců Apolla, ale i civilistů. Trixi přežila, musela pomáhat identifikovat zemřelé kolegy a přátele. Trauma z těchto zážitků si nesla do konce života.